# 1122
Cette page concerne l'année 1122  du calendrier julien.
L'année 1122 est une année commune qui commence un dimanche.

## Événements

### Asie
- Février : le roi de Géorgie David IV le Constructeur reprend Tiflis aux musulmans[1].
- Juin, Chine : une armée song de 150 000 hommes, dirigée par le général Tong Guan, marche vers le Nord contre les Kitan ; mais les deux colonnes sont rapidement battues, et l’empereur Song Huizong ordonne la retraite. Une seconde offensive est lancée en août et deux préfectures kitans se rendent[2]. De leur côté les Jürchen (Jin), alliés aux Song, se sont emparés de Shangjing, la capitale suprême des Liao en 1120 et de Zhongjing, leur capitale centrale en 1122. L’empereur Liao Tianzuo fuit de la capitale du sud, Yanjing, vers l’ouest[3].

- 13 septembre[4] : Balak, gouverneur de Kharpout, réussit par un coup de main à faire prisonnier Jocelin, comte d’Édesse. Il l’enferme dans une forteresse, refusant toutes les offres de rançon. Baudouin II de Jérusalem, inquiet, intervient dans le Nord de la Syrie. Encerclé par Balak, il est fait prisonnier à son tour (1123).
- 3 novembre : mort d’Il-Ghazi, émir artukide d’Alep[5]. ses possessions sont partagées entre ses fils, Suleiman (Silvan) et Timurtash (Mardin) et ses neveux, Badr al-Dawla Suleiman (Alep) et Balak (Kharpout et Palu).

- Novembre : les forces chinoises de la dynastie Song (200 000 hommes) attaquent Yanjing (aujourd’hui Pékin), la capitale méridionale des Liao ; la ville est rapidement prise mais les Kitan, retranchés dans la cité intérieure, résistent et les Song doivent se retirer sous la menace de l’intervention d’une armée de secours ; tombés dans une embuscade dans leur retraite, ils subissent de lourdes pertes. Après son échec, le général Tong Guan sollicite l’aide du roi Jin, Aguda. En janvier 1123, les Jürchen prennent la ville[2].

### Europe
- 12 mars : Suger, conseiller de Louis VI, est élu abbé de Saint-Denis[6]. Il en fait rénover l’abbatiale.
- Fin mars, Paris : départ vers Bourges du roi Louis le Gros en vue d’une expédition contre le comte d’Auvergne, en conflit avec l’évêque de Clermont ; au printemps, l’ost du roi de France ravage les terres auvergnates et prend Pont-du-Château. La paix est rétablie entre le comte et l’évêque[7].

- Printemps : l’empereur byzantin Jean II Comnène écrase les Petchenègues[8] à la bataille de Beroia (Stara Zagora)[9]. La domination byzantine est rétablie dans les Balkans. 
  - Après sa victoire, Jean II Comnène associe au trône son fils aîné Alexis[10]. Alexis épouse cette même année Dobrodeja, fille du prince Mstislav de Kiev, qui prend à Byzance le prénom d’Irène (morte de le 16 novembre 1131)[11].

- 14 mai : Alphonse Ier de Portugal est armé chevalier[12].

- 8 août : le doge de Venise Domenico Michele quitte la ville à la tête de la flotte pour l’île de Corfou après avoir fait escale en Dalmatie pour recruter des troupes[9]. Il assiège la capitale pendant l’automne 1122 et l’hiver 1123 sans réussir à s’en emparer[13]. Début d’une guerre entre Byzance et Venise (fin en 1126). Jean II Comnène, qui voulait supprimer les privilèges commerciaux de Venise doit y renoncer face à la supériorité de la flotte vénitienne.

- 22 août : Pierre le Vénérable devient l’abbé de Cluny[14] (fin en 1157). Il redressera la discipline et accueillera Abélard.
- 8 septembre : assemblée de Worms[15].

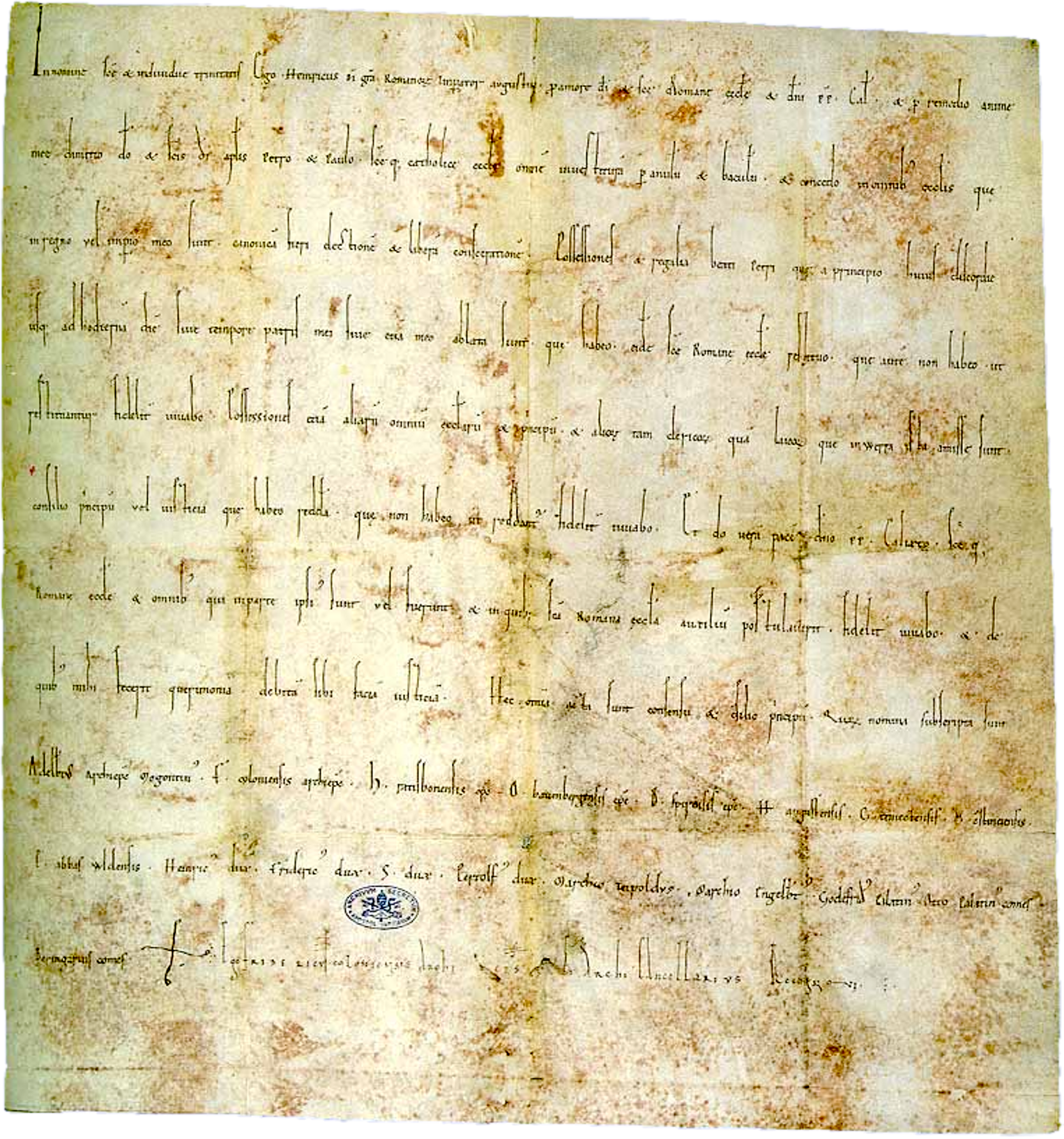
23 septembre : concordat de Worms

- 23 septembre : le concordat de Worms, signé entre Henri V et le pape Calixte II, met fin à la Querelle des Investitures entre Église et États au profit de la papauté[16]. L’empereur renonce à l’investiture spirituelle par la crosse et l’anneau et respecte la libre élection des évêques et abbés. Il obtient la présidence de ces élections et de donner ensuite une investiture par le sceptre par laquelle il remet les biens et les fonctions politiques au nouvel évêque, suivie d’un serment de fidélité.